# Raua
Raua är en stadsdel i distriktet Kesklinn i Estlands huvudstad Tallinn. Namnet kommer från estniskans ord för "järn", raud. Befolkningen uppgick till 6 088 invånare i januari 2017.

## Geografi
Raua är beläget mellan de båda huvudgatorna i riktning mot Tartu, Tartu maantee, och mot Narva, Narva maantee. Området genomkorsas av Raua tänav, "Järngatan", och många gator i området är uppkallade efter metaller. Stadsdelen gränsar i norr till Sadama, i öster till Kadriorg, i söder till Torupilli och i väster till Kompassi.

## Historia
Området omkring utfartsgatorna kom tidigt att bebyggas med enstaka bostadshus, men först under den ryska epoken på 1700-talet uppstod den första täta bebyggelsen som täckte dagens stadsdel. Denna bebyggelse bestod huvudsakligen av enklare envåningshus i trä.
I slutet av 1800-talet och början av 1900-talet gentrifierades stadsdelen och medelklassfamiljer slog sig ned i området. Främst handlade det om tvåvånings bostadshus i trä, men senare tillkom även stenhus i tre till fyra våningar. På 1930-talet förbjöds uppförandet av trähus av brandskyddsskäl, samtidigt som nya funktionalistiska bostadshus uppfördes. 
Många kända estländska arkitekter som Otto Schott, Artur Perna, Karl Burman, Eugen Habermann, Eugen Sacharias, Edgar Kuusik och Herbert Johanson deltog vid bebyggelsen av området. På 1960-talet och 70-talet uppfördes sovjetiska modernistiska hyreshus av en relativt anspråksfull typ i fyra våningar, avsedda för den sovjetiska nomenklaturan i Estniska SSR.

## Kända byggnader
I Raua ligger det estniska public service-mediebolaget Eesti Rahvusringhääling, med Eesti Televisioons och Eesti Raadios lokaler.